# Stare Świdry
Stare Świdry – osiedle w północno-wschodniej części Warszawy, w dzielnicy Białołęka.

## Opis
Jeszcze w pierwszej połowie XX w. Stare Świdry były podwarszawską wsią. W sąsiedztwie powstała druga wieś, która obecnie też jest osiedlem – Nowe Świdry. W 1951 obie wsie zostały włączone do Warszawy wraz z innymi sąsiadującymi wsiami.
Podczas okupacji niemieckiej w miejscowości powstało getto ludności żydowskiej; jego mieszkańcy zostali rozstrzelani podczas likwidacji getta w 1942.
Niewielkie osiedle położone jest nad Wisłą, między wałami a ul. Modlińską. W Miejskim Systemie Informacji włączone jest do obszaru Tarchomin. Największą powierzchnię zajmują rozległe tereny nieczynnej już Fabryki Domów. Oprócz niej są tu także domy jednorodzinne i pozostałości wiejskich domostw.
Przez teren osiedla przebiega trasa łącząca most Marii Skłodowskiej-Curie (Północny) z ulicą Obrazkową i resztą Białołęki, wraz z linią tramwajową, łączącą Tarchomin z Młocinami po lewej stronie Wisły.
Stare Świdry są jedną z 14 lokalizacji, które Urząd m.st. Warszawy wyznaczył w ramach obszaru zurbanizowanego do dalszego rozwoju.